# Pirazolam
Il pirazolam è uno psicofarmaco appartenente alla categoria delle benzodiazepine originariamente sviluppato da un team guidato da Leo Sternbach a Hoffman-La Roche negli anni 70'. Da allora è stato "riscoperto" e venduto come designer drug dal 2012.
Il pirazolam ha varie somiglianze strutturali con alprazolam e bromazepam. A differenza di altre benzodiazepine, il pirazolam non sembra essere metabolizzato, ma viene espulso tramite urina.
È più selettivo per i recettori GABA A α2 e 3.